# Цькування віслюка

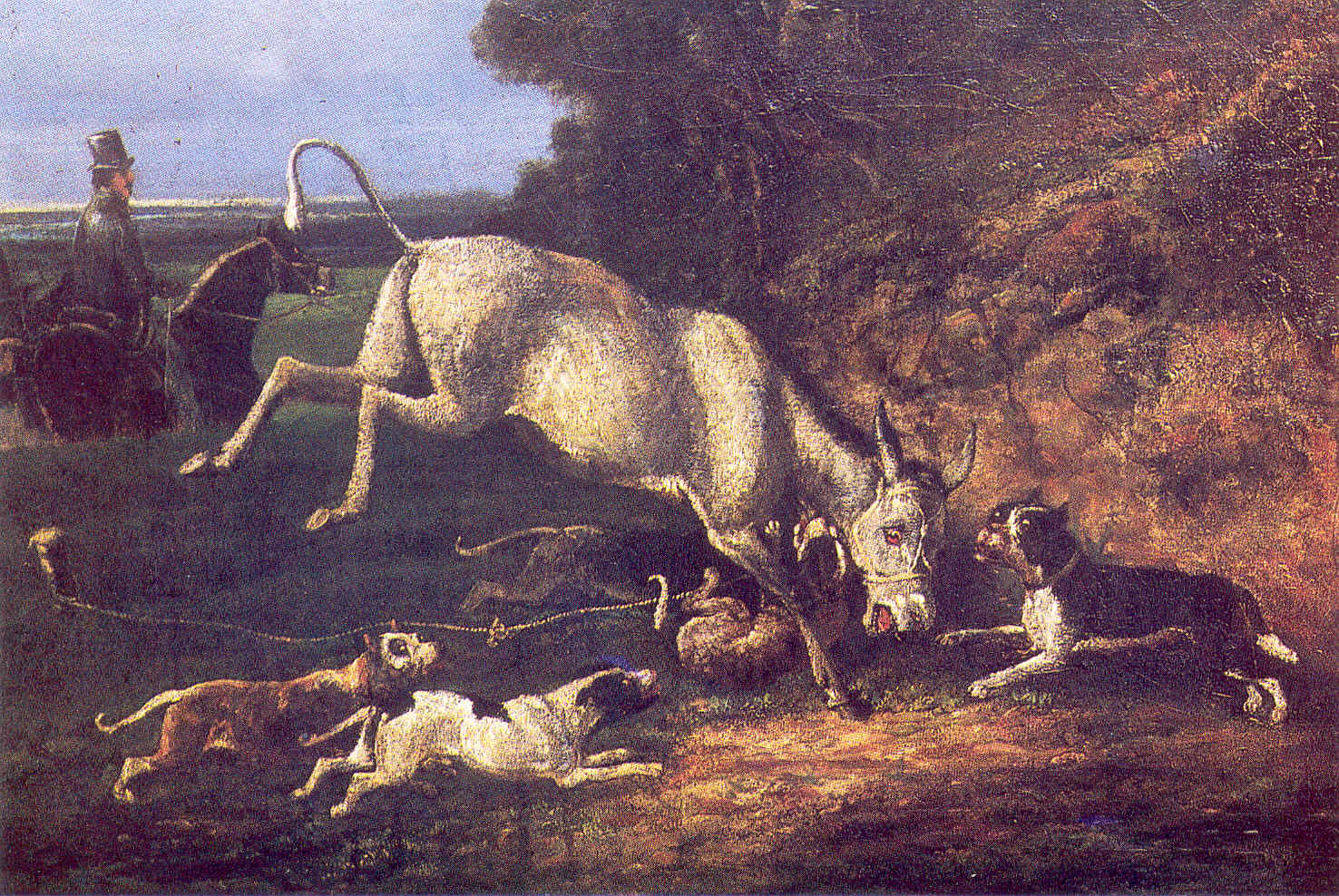
На віслюка напали стаффорди, картина маслом, близько 1840 року

Цькування віслюка (англ. Donkey-baiting) — кривавий вид спорту, який включає цькування прив'язаного віслюка собаками, традиційними бульдогами або іншими бійцівськими породами.

## Історія
Спорт набув популярності в Європі, особливо у Великій Британії, у XVIII—XIX століттях. Ця практика вважалася розвагою для глядачів і часто проводилася на ринках, ярмарках або в місцевих тавернах. Цькування часто супроводжувалося ставками та пари серед глядачів, які зробили це дійство ще більш азартним і напруженим.
Цькування ослів було досить поширеним у вікторіанську епоху, але ніколи не було популярним серед робітництва. Це було пов'язано не з бажанням пожаліти тварину, а з тим, що осел не був привабливим, оскільки його рідко можна було змусити напасти на собак.

## Заборона
Наприкінці XVIII — на початку XIX століття в Європі почали змінюватися уявлення про жорстокість тварин щодо. Реформатори, такі як Джеремі Бентам, виступали за права тварин, що сприяло поступовій відмові від жорстоких розваг.
У Великій Британії перші закони про захист тварин були прийняті в 1822 році, відомі як «Закон Мартіна» (Martin's Act). Вони передбачали покарання за жорстоке поводження з худобою. У 1835 році в Британії було прийнято новий закон, який забороняв цькування тварин, у тому числі віслюків, собак.

## Подальше читання
- Хоман, М. (2000).Повна історія бійцівських собак. Хауелл Бук Хаус Інк.